# Celtedens

Olotipo di Celtedens ibericus.

Celtedens è un genere di albanerpetontidi estinti, vissuti tra il Cretacico inferiore (in Inghilterra, Spagna, Svezia e Italia) e il Giurassico superiore in Portogallo.

## Specie
Sono state ritrovate due specie: Celtedens ibericus (nella formazione di Huérguina in Spagna) e Celtedens megacephalus (nella formazione di Lulworth in Inghilterra e a Pietraroja in Italia), oltre a resti indeterminati nelle formazioni di Alcobaça e Lourinhã in Portogallo e in Svezia.